# Hugo Duppré
Hugo José Duppré (Santos, 14 de abril de 1975) é um nadador e político brasileiro.
Em 2008 elegeu-se vereador de sua cidade natal, Santos, pelo Partido da Mobilização Nacional (PMN). 

## Trajetória esportiva
Atleta da Unisanta e especialista em nado borboleta, Hugo Duppré chegou a quebrar o recorde brasileiro dos 100 metros borboleta, com 53s21, no Troféu Brasil de Natação, em outubro em 1997. Com este tempo, garantiu vaga para disputar o Campeonato Mundial de Esportes Aquáticos de 1998. No exame anti-doping a que se submeteu em seguida, foi detectada a substância proibida nandrolona. Confirmada em contraprova, foi considerado o primeiro caso de doping na natação brasileira, e Duppré foi suspenso pela Confederação Brasileira de Desportos Aquáticos (CBDA) por quatro anos. Após a punição, ainda voltaria a integrar a seleção brasileira de natação.